# Thomas Hobbes
 "Hobbes" omdirigeres hertil. Hobbes er også det engelske navn for figuren Stoffer, se Steen og Stoffer. 
Thomas Hobbes of Malmesbury, i ældre tekster Thomas Hobbs of Malmsbury (født 5. april 1588, død 4. december 1679) var en engelsk filosof og politisk teoretiker.
Hobbes huskes i dag for sit arbejde med den politiske filosofi, selv om han også bidrog til historie, geometri, gasfysik, teologi, etik, filosofi og politisk videnskab.

## Biografi
Thomas Hobbes blev født i Wiltshire (eller Malmesbury) i England den 5. april 1588. Viden om hans barndom er sparsom. Hans mors navn er ubekendt og hans far, Thomas Hobbes, overlod sine tre børn til andre. I en alder af fire blev Hobbes sat i skole ved Westport Kirke, så i skole i Malmesbury og derefter i en privat skole ledet af den unge Robert Latimer, kandidat fra universitetet i Oxford.   

## Filosofi

### Bevægelsen
Hobbes var oplært med Aristoteles' bevægelseslære, men vender den om, da han hævder, at al forandring er bevægelse, mens Aristoteles siger, at al bevægelse er forandring. Forskellen ligger i, at Aristoteles opfatter den rent kvantitative bevægelse kvalitativt, hvorimod Hobbes opfatter den kvalitative bevægelse kvantitativt.

## Statsfilosofi
Hobbes har i sin filosofi især fokus på den politiske statslære. Hans primære udgangspunkt for denne statsfilosofi er hans menneskesyn. Hobbes definerer mennesket som et naturvæsen og ikke et samfundsvæsen. Derved modsætter han sig Aristoteles' tankegang om, at mennesket er et Zoon Politikon (et samfundsvæsen).
Hobbes har lige som Machiavelli et pessimistisk menneskesyn. De mener, at mennesket har egoistiske tilbøjeligheder dvs. er selvinteresseret, og at det er mest tilbøjeligt til at følge lidenskabens love. Det er i lyset af denne pessimistiske antropologi, at Hobbes ser mennesket befinde sig i en konstant kamp om overlevelse. Lidenskabens love er blandt andet stolthed, partiskhed og hævn. Når mennesket lever afskåret fra et samfund eller uden for det, befinder det sig i det, som Hobbes kalder naturtilstanden, og er mest tilbøjeligt til at følge dets lidenskab. Det fører til alles krig mod alle og et uhumsk, dyrisk, fattigt og kortvarigt liv. I naturtilstanden, hvor den suveræne magt mangler, vil de ødelægge hinanden og kun være til skade for sig selv. Det er ifølge Hobbes konsekvensen af menneskets natur. For at komme ud af denne naturtilstand udtænker fornuften naturlovene, der er logisk funderede forskrifter og derfor kan opretholde livet bedst muligt for alle i samfundet. Der er hovedsageligt tre årsager til, at mennesket strides: Rivalisering, usikkerhed og stræben efter ære. Mennesket er et egennyttigt væsen og så forfængeligt, og det vil ikke indrømme, at andre er klogere end det selv. Mennesker vil opnå en såkaldt fjendestatus, hvis de stræber efter samme mål, og kun én kan opnå det. Det fører til en umiddelbar ødelæggelse eller undertrykkelse af den anden. Uden denne overordnede magt ville mennesket leve i stadig frygt og være ude af stand til at opnå lykke.
Hobbes mener desuden, at mennesket ud over de lidenskabelige love også har fornuftens love som retfærdighed, rimelighed, sømmelighed og barmhjertighed. Det er ved at følge disse love, at det vil være muligt for os at leve i et samfund, hvor vi undertrykker vores lidenskaber og eliminerer dagens stridigheder og uenigheder. Ifølge Hobbes er selv det værst tænkelige samfund bedre end den oprindelige naturtilstand, fordi samfundet i sin form har en overordnet magt, der forener styrker og skaber tryghed for alle. For at mennesket skal kunne leve i et samfund, skal det indgå en samfundspagt, så individet opgiver sin frihed og forpligter sig til at adlyde suverænen for derved at opnå tryghed. Hobbes mener, at mennesket accepterer disse omstændigheder, fordi det har indset, at det kun kan leve i tryghed ved at leve i en sådan samfundsform. Mennesket følger her udelukkende fornuftens love og vælger at leve i samfundet, da frygten for at blive straffet af suverænen og frygten for døden undertrykker følelsernes love. Det er altså frygten, der afholder mennesket fra at overtræde samfundets regler og orden.
En hersker kan afsættes på to måder: Den ene, hvis magthaveren ikke kan opretholde tryghed, for så ender det i naturtilstanden. Den anden, hvis en borger er dødsdømt, og hans liv er i fare og følger selvopretholdelsesdriften. Den er menneskets naturret til at holde sig i live. Så snart mennesket er uden stat, er der intet, der er rigtigt eller forkert, godt eller ondt. Så kan menneskets naturret risikere at blive krænket.
Love i en stat skal sikre rettigheder og ikke begrænse mennesket til at leve et dydigt liv.

## Værker på dansk
Hobbes, Thomas (2015): Leviathan – eller materie, form & magt i et almenvel civilt og kirkeligt. Informations Forlag. ISBN 9788775144723.